# Albert Lemmer
Albert Lemmer (* 16. Juni 1846 in Lüdenscheid; † 8. März 1922 in Berlin-Charlottenburg) war ein deutscher Ingenieur. Von 1900 bis 1901 war er Vorsitzender des Vereins Deutscher Ingenieure (VDI).

## Leben
Nach dem Studium an der Technischen Hochschule in Charlottenburg begann Albert Lemmer seine berufliche Laufbahn als Ingenieur bei der Firma Union Werkzeugmaschinen in Chemnitz. 1891 wechselte er als persönlich haftender Gesellschafter zu den Luther-Werken in Braunschweig. Dort war er an der Donau-Regulierung am Eisernen Tor eingebunden. 1903 zog Lemmer nach Berlin. Während des Ersten Weltkriegs diente Lemmer trotz seines fortgeschrittenen Alters als Reserveoffizier beim Landsturm. Im Frühjahr 1920 erlitt er einen schweren Schlaganfall, von dem er sich nicht mehr erholt hatte.
1870 trat Albert Lemmer dem Verein Deutscher Ingenieure (VDI) bei. 1886 wurde er Gründungsvorsitzender des wiedergegründeten VDI-Bezirksvereins Chemnitz. 1891 und 1892 war er Vorstandsmitglied des VDI. 1899 wurde er für die Jahre 1900 und 1901 zum Vorsitzenden des Gesamtvereins gewählt.